# Koper(II)sulfaat
Koper(II)sulfaat is het koperzout van zwavelzuur. De zuivere watervrije stof komt voor als een wit kristallijn poeder. Koper(II)sulfaat vormt echter gemakkelijk blauwe kristallen van het pentahydraat: CuSO4 · 5 H2O. Watervrij koper(II)sulfaat komt in de natuur voor onder de vorm van het mineraal hydrocyaniet. Het pentahydraat komt voor als het mineraal chalcanthiet.

## Synthese
Industriële bereiding gebeurt door inwerking van zwavelzuur op koper(II)oxide of koper(II)sulfide.
In het laboratorium gebeurt de bereiding meestal door behandelen van koper(II)hydroxide met zwavelzuur:
{\displaystyle {\ce {Cu(OH)2 + H2SO4 -> CuSO4 + 2H2O}}}

## Eigenschappen
De oplosbaarheid van koper(II)sulfaat vermeerdert sterk met de temperatuur. Bij afkoeling van een verzadigde oplossing treedt dadelijk kristallisatie in. Koper(II)sulfaat wordt meestal in de oplossing gevormd als het pentahydraat. Bij verhitten boven 200°C ontstaat het witte watervrije product.

## Toepassingen
Koper(II)sulfaat wordt gebruikt in de tuinbouw, het is een meststof die in zeer kleine hoeveelheden aanwezig moet zijn. Een traditioneel bestrijdingsmiddel tegen meeldauw is Bordeauxse pap, een oplossing van 2 gewichtsdelen koper(II)sulfaat, 1 deel kalk in 100 delen water.
In de rundveehouderij wordt koper(II)sulfaat in voetbaden gebruikt om infecties, zoals de ziekte van Mortellaro, aan de hoeven van het rund te bestrijden. Soms gebeurt dit in combinatie met formaline.
In de geneeskunde wordt het gebruikt als ontsmettingsmiddel, als bloedstelpend middel en als braakopwekkend middel. Het kan ook dienen als tegengif bij vergiftiging met fosfor. Het wordt ook aangewend voor het conserveren van hout.
Koper(II)sulfaat wordt gebruikt bij een aantal klassieke analytische reacties, zoals de biureetreactie en in het fehlingsreagens.
Watervrij koper(II)sulfaat wordt gebruikt om sporen van water in sommige vloeistoffen aan te tonen, omdat het zout, na contact met water, de karakteristieke blauwe kleur verkrijgt. Dit kleureffect wordt veroorzaakt doordat het Cu2+-ion kan worden gehydrateerd. In de watervrije, witte vorm is het omgeven door sulfaationen. In de gehydrateerde vorm bevinden zich een aantal watermoleculen tussen het koperion en de sulfaat-ionen. Het verschil in coördinatie leidt tot een verandering in energietoestanden van de d-elektronen van het koperion en daarmee tot andere optisch eigenschappen.
Het kristalwater van het koper(II)sulfaat kan vervangen worden door ammoniak. Er ontstaat dan een complex ion, [Cu(NH3)4]2+, het tetramminekoper(II)ion, dat een intensieve blauwe-paarse kleur vertoont. Dit amminecomplex wordt tetramminekoper(II)sulfaat genoemd.
Koper(II)sulfaat wordt gebruikt in de koper-kopersulfaat-referentie-elektrode en het wordt gebruikt om te etsen.